# GZA
Gary Eldridge Grice (Brooklyn, 22 de agosto de 1966), más conocido por su nombre artístico GZA (pronunciado ([ˈdʒɪzʌ]), o The Genius, es un rapero estadounidense. Es conocido por haber fundado el influyente grupo Wu-Tang Clan. Además de haber aparecido en todos los álbumes de Wu-Tang Clan, ha lanzado al mercado 5 trabajos en solitario, y ha aparecido en varios trabajos en solitario de sus compañeros de grupo.

## Biografía
Nacido en Brooklyn, GZA pasó su niñez viviendo con varios parientes en diferentes distritos de Nueva York. Durante este tiempo comenzó a visitar el Soundview en el Bronx donde se fascinó por el hip-hop. Bajo la influencia de los MC'S de su tiempo comenzó a escribir sus propias rimas.
También compartían su interés por el hip-hop sus primos Robert Diggs y Russell Jones. Los tres formaron juntos el grupo "All in together now", con GZA bajo el alias The Genius; Diggs y Jones funcionaron como The Scientist y The Profesor respectivamente. Después de conseguir notoriedad en el underground, GZA y Diggs se lanzaron en solitario. GZA firmó con el legendario sello de hip-hop  Cold Chillin' Records. En 1990 GZA sacó su primer álbum "Words From The Genius".
El álbum fue producido por Easy Mo Bee, y estaba muy influenciado por el estilo de Cold Chillin. Los jefes corporativos del sello quisieron hacer de GZA un artista comercial, como Big Daddy Kane. La recepción de la crítica, sin embargo, fue tibia, en el mejor de los casos, y las ventas fueron decepcionantes. GZA fue expulsado del sello. La experiencia de GZA con Cold Chillin fue la misma que Diggs en Tommy Boy Records, quien solo consiguió sacar un EP, bajo el alias de Prince Rakeem.
Wu-Tang Clan debutó en 1993 con el álbum éxito de crítica y público Enter the Wu-Tang (36 Chambers), totalmente producido por RZA. GZA aparecía en varios temas del disco, y fue uno de los dos únicos miembros del Clan (junto a Method Man) en tener un tema en solitario en el álbum ("Clan In Da Front"). El disco fue visto por la crítica como una obra maestra, y GZA fue considerado por muchos como el mejor escritor de letras del grupo. Aprovechando ese éxito, GZA firmó con Geffen Records y en 1995 publicó Liquid Swords. Este disco también estaba producido por RZA, y tenía como colaboradores a varios miembros de Wu-Tang Clan. Fue alabado por la crítica como un clásico del hip-hop de la Costa Este, y fue nombrado platino (1 millón de unidades vendidas) por la RIAA. En 1998 el álbum fue elegido uno de los 100 mejores discos de hip-hop de todos los tiempos, en la clasificación de la revista The Source. Se realizaron 4 videoclips, todos dirigidos por GZA.
Después de la aparición con Wu-Tang Clan en su segundo álbum, "Wu-Tang Forever", GZA publicó "Beneath the Surface" en 1999. las críticas fueron, en su mayor parte, positivas, pero falló en alcanzar a 'Liquid Swords' tanto en éxito de público como de crítica. Las críticas señalaron a la producción como el principal fallo del disco, con una notable falta de temas producidos por RZA, resultantes en un conjunto desordenado de temas, más que en un sonido elaborado. También hubo quejas sobre el gran número de interludios e invitados.
GZA se vino abajo en los siguientes años, apareciendo solo en los álbumes de Wu-Tang Clan The W y Iron Flag. En 2002 lanzó Legend of the Liquid Sword. El álbum recibió buenas críticas, en el GZA retornaba al estilo de Liquid Swords, pero con  mejoras notables sobre todo en materia de producción. Sin embargo el álbum careció del éxito comercial y falló en ir el oro como los dos álbumes anteriores tenían. 
GZA pasó la mayor parte de 2004 viajando tanto solo como con el Clan.  Hizo una aparición con RZA en la película de Jim Jarmusch Coffee & Cigarrettes " . En 2005 GZA y DJ MUGGS (el productor de Cypress Hill) sacó a la venta el LP " Grandmasters ". Muggs proveyó todas las bases para el álbum,  en el que  GZA uso el ajedrez como una metáfora para el juego del rap, ejerciendo su capacidad como narrador y comentando su lugar como un miembro  antiguo en la comunidad de hip-hop. El álbum recibido revisiones abrumadoramente positivas y éxito comercial decente .
En 2005 GZA firmó con el sello Babygrande Recordspara lanzar un nuevo LP. El álbum iba a ser lanzado en principio en octubre de 2006, pero desde aquel tiempo no se ha dicho nada en cuanto a cuando será lanzado. Sin embargo en una entrevista reciente con XXL  GZA declaró que él trabaja sobre el álbum con RZA además de un álbum de colaboración con su hijo Young Justice en 2008. Su nuevo solo LP se ha remitido en muchas ocasiones como " GZA Presents ... ", " The return of the Genius "y " More words from the Genius. " GZA aparecerá con  Wu-Tang en el álbum más reciente 8 Diagrams, se pondrá a la venta  este verano. Él también será destacado en los lps en solitarios de los Miembros del clan como Raekwon con su nuevo CD el sumamente esperado " Only Built 4 Cuban Linx ". Es especulado que él tendrá el coprotagonismo con Ghostface Killah. GZA participará en verano 2007 Rock the Bells en un tour con el resto del Clan. Hay también los proyectos para un viaje de Wu-Tang clan por Europa en 2008.

## Alias
- Allah Justice (nombre Original)
- God Zig-Zag-Zig Allah (G Z A)
- The Genius
- The Head
- The Master
- Maximillion

## Discografía

### Álbumes
| Título                      | Fecha de lanzamiento    | Estatus   |
| --------------------------- | ----------------------- | --------- |
| Words from the Genius       | 19 de febrero de 1991   |           |
| Liquid Swords               | 7 de noviembre de 1995  | Gold U.S. |
| Beneath the Surface         | 29 de junio de 1999     | Gold U.S. |
| Legend of the Liquid Sword  | 10 de diciembre de 2002 | Gold U.S. |
| GrandMasters (con DJ Muggs) | 25 de octubre de 2005   |           |
| GrandMasters Remix Álbum    | 13 de marzo de 2007     |           |
| Pro Tools                   | 19 de agosto de 2008    |           |

### Sencillos y EP
- 1991 "Come Do Me"
- 1991 "Come Do Me (Remix)"
- 1991 "Words From a Genius"
- 1994 "Pass The Bone"
- 1994 "I Gotcha Back"
- 1995 "Liquid Swords"/"Labels"
- 1995 "Labels"
- 1995 "Cold World"
- 1995 "Cold World (Remix)"
- 1996 "Shadowboxin'"/"4th Chamber"
- 1999 "Breaker Breaker"/"Publicity"
- 1999 "Beneath The Surface"
- 1999 "Publicity"
- 1999 "Hip Hop Fury"
- 2000 "When The Fat Lady Sings"
- 2002 "Fame"
- 2003 "Knock Knock"
- 2005 "General Principles"/"All in Together Now" (with DJ Muggs)
- 2005 "Advance Pawns"/"Destruction of a Guard" (with DJ Muggs)

### Aparece en
- 1993 Enter the Wu-Tang: 36 Chambers (álbum de Wu-Tang Clan)
- 1995 "Damage" (del álbum de Ol' Dirty Bastard Return To The 36 Chambers: The Dirty Version)
- 1995 "Guillotine (Swordz)" (del álbum de Raekwon Only Built 4 Cuban Linx)
- 1997 Wu-Tang Forever (álbum de Wu-Tang Clan)
- 1997 "Third World" (del álbum de DJ Muggs Soul Assassins, Vol. 1)
- 1997 "Cross My Heart" (del álbum de Killah Priest Heavy Mental)
- 1997 "Wu Banga 101" (del álbum de Ghostface Killah Supreme Clientele)
- 1999 "Ich Lebe für Hip Hop" (del álbum de DJ Tomekk "Return of Hip Hop",)
- 2000 The W (del álbum de Wu-Tang Clan)
- 2000 "When The Fat Lady Sings" (del álbum de DJ MuggsSoul Assassins, Vol. 2)
- 2001 "Do U" (del álbum de RZA Digital Bullet)
- 2001 Iron Flag (del álbum de Wu-Tang Clan)
- 2001 "Big Acts Little Acts" (del álbum de Afu-Ra Body of the Life Force)
- 2003 "One World" (del álbum de Rockin' Da North Star Warz)
- 2004 "Silverbacks" (del álbum de Masta Killa No Said Date)
- 2004 "Head Rush" (del álbum de Pete Rock Soul Survivor II)
- 2004 "On the Eve of War" (del álbum de Jedi Mind TricksLegacy of Blood)
- 2004 Disciples of the 36 Chambers: Chapter 1 (del álbum de Wu-Tang Clan)
- 2005 "Just The Thought" (del álbum de Prefuse 73 Surrounded By Silence)
- 2005 "Rush" (del álbum de MathematicsThe Problem)
- 2005 "Pool Of Blood" (single de Jus Allah)
- 2006 "9 Milli Bros." (del álbum de Ghostface Killah Fishscale)
- 2006 "Street Corner" (del álbum de Masta Killa Made in Brooklyn)
- 2007 "Cameo Afro" (de The RZA Presents: Afro Samurai OST)
- 2007 "Associated" (del álbum de Wisemen Wisemen Approaching)
- 2007 "Jewelz" (del álbum de Cilvaringz.I)